# Смит, Джордж Уильям
Джордж Уильям Смит (англ. George William Smith; 20 сентября 1874 — 7 декабря 1954) — новозеландский регбист, игрок в регбилиг, легкоатлет и конник, один из членов «Ориджинал Олл Блэкс».

## Биография

### Лёгкая атлетика и конный спорт
Уроженец Окленда, учился в школе на Уэлсли-стрит. Занимался лёгкой атлетикой и верховой ездой, в 1894 году выиграл Кубок Новой Зеландии на жеребце по кличке Импульс. Занимался бегом на коротких дистанциях и бегом с препятствиями, стал 15-кратным чемпион страны по лёгкой атлетике (5 побед в беге на 100 ярдов спринтом, 5 побед в беге на 440 ярдов с барьерами, 4 победы в беге на 120 ярдов с препятствиями и беге на 250 ярдов), неоднократный чемпион Австралазии. В 1902 году выиграл чемпионат Великобритании по бегу на 400 метров с препятствиями, организованный Любительской легкоатлетической ассоциацией, и установил неофициальный мировой рекорд в 58,5 с. В 1902 году ему предлагал карьеру игрока регбилиг-клуб «Мэннингем» с контрактом на 100 фунтов, но Смит отказался.

### Регби
С 1895 года Смит играл за команду города Окленд по регби, в 1896 году дебютировал в сборной провинции Окленд. В 1897 году провёл первую игру за сборную Новой Зеландии против команды австралийской провинции Новый Южный Уэльс. Позднее Смит проводил меньше матчей, концентрируясь на лёгкой атлетике, но с 1901 года стал твёрдым игроком основы команды. В 1905 году в составе первой сборной «Ориджинал Олл Блэкс» совершил большое турне по Великобритании и Франции, став одним из лучших игроков сборной. За 19 игр он занёс 19 попыток, среди этих игр были официальные тест-матчи против команд Шотландии и Ирландии. Тогда же Смит познакомился со второй разновидностью регби — регбилиг. Всего он сыграл 39 матчей за новозеландскую сборную и занёс 34 попытки: в 21 встрече он был вингером, в 18 встречах играл центра. В 1906 году он провёл ещё 4 матча в рамках турне по Сиднею за команду Окленда.

### Регбилиг
Австралийский предприниматель Джеймс Джилтинен в Сиднее познакомился со Смитом и завёл с ним разговор о потенциале профессионального регби в Австралазии. Смит заявил, что возьмёт на себя ответственность за развитие регбилиг в Новой Зеландии, если Джилтинен займётся аналогичной работой в Австралии. В Веллингтоне он встретил регбиста «Олл Блэкс» Альберта Генри Баскервилля, с которым участвовал в организации турне сборной Новой Зеландии по Великобритании в 1907—1908 годах (Баскервилль был секретарём команды). Смит к тому моменту стал одним из наиболее известных спортсменов страны, а благодаря участию в турне завоёвывал доверие игроков. Он был вице-капитаном команды во время регбийного турне, которое принесло не только успех в плане выступлений (три победы над сборной Великобритании по регбилиг — командой Северного Союза), но и финансовую прибыль. Смит называл это турне одним из лучших в своей жизни.
По окончании турне Смит остался в Великобритании и заключил контракт на 150 фунтов стерлингов с регбилиг-клубом «Олдем». По заключении контракта в Олдеме Джордж поселился со своей невестой. Он играл на позиции правого центрового (номер 3) в команде и выступал 19 декабря 1908 года в финале Кубка Ланкашира против «Уиган Уорриорз», завершившемся поражением «Олдема» со счётом 9:10. На позиции левого вингера под номером 5 играл в финале чемпионата Англии 1908/1909 против «Уигана» 1 мая 1909 года, завершившегося снова поражением «Олдема» со счётом 3:7. С 1912 года играл на позиции нападающего во втором ряду. Карьеру завершил из-за перелома левой ноги в 1916 году.

### После карьеры
До 1932 года Смит работал в компании по продаже текстиля, позже стал тренером клуба «Олдем». Неоднократно встречался с игроками сборной Новой Зеландии по регби-15 и регби-13 в последующие годы во время их турне. До конца жизни прожил в Олдеме. В 1995 году посмертно включён в Новозеландский спортивный зал славы. С 2002 года лучшему игроку серии тест-матчей между сборными Великобритании и Новой Зеландии по регбилиг вручалась медаль имени Джорджа Смита, которой присвоили имя за вклад Смита в развитие международного регбилиг; в том же году медаль была представлена дочери Смита, Эдне Стэнсфилд, проживавшей в Олдеме.
Сын Джорджа Смита, Джордж Смит-младший, играл в регби-15 и регби-13, участвовал во Второй мировой войне, воевал на Тихоокеанском фронте и погиб в 1943 году в японском плену.